# 静岡SSUボニータ
静岡SSUボニータ（しずおか エスエスユー ボニータ、英語: Shizuoka SSU Bonita）は、静岡県磐田市をホームタウンとする、日本女子サッカーリーグに所属する女子サッカークラブである。

## 概要
静岡産業大学サッカー部女子、磐田東高校女子サッカー部、ジュビロ磐田レディースの3クラブに所属する選手を中心に、2008年に静岡産業大学磐田レディースとして創設された。2010年に日本女子サッカーリーグへ入会した。ピラミッドとしては、静岡産業大学がトップ、磐田東高校が真ん中、ジュビロレディースが底辺のチームとして位置付けられている。
このチームで出場しているのは日本女子サッカーリーグのリーグ戦および皇后杯全日本女子サッカー選手権大会のみであり、年代別大会および高校・大学サッカーの大会は各所属クラブで出場している。
2020年1月から運営母体を一般社団法人静岡スポーツユナイテッドへ移管し、チーム名称を静岡SSUアスレジーナへ変更した。SSUは静岡スポーツユナイテッド（Shizuoka Sports United）、アスレジーナ（Asregina）は「All Shizuoka」の「AS」とイタリア語で女王を意味する「REGINA」を組み合わせた造語である。
2022年1月からチーム名称を静岡SSUボニータへ変更した。

## 歴史

### チャレンジリーグ参入まで
2007年秋頃から上述3チームでクラブ化することが具体化し、2008年2月に静岡産業大学磐田レディースとして発足した。2008年度の東海女子サッカー選手権で優勝し、第30回全日本女子サッカー選手権大会に出場した。
2009年、東海女子サッカーリーグに参加。後期上位リーグで年間2位の成績を収めた。同年11月に日本女子サッカーリーグ・チャレンジリーグ参入決定戦に出場。Aグループ3位の成績となった。
2010年から日本女子サッカーリーグに加入して、静岡産業大学磐田ボニータへ名称を変更。

### 日本女子サッカーリーグ加入後
2015年からチャレンジリーグのレギュレーションが変わり6チームずつ2グループ（EAST/WEST）に分けて各3回戦総当たり各上位2チーム（計4チーム）によるプレーオフを1回戦総当たりにて実施となった。
チャレンジリーグWESTを7勝2分6敗の2位で終えチャレンジリーグプレーオフに挑むも3戦0勝0分3敗でなでしこリーグ2部昇格にはならなかった。
2016年はチャレンジリーグWESTを10勝3分2敗の1位で終えチャレンジリーグプレーオフに挑むも3戦1勝1分1敗でなでしこリーグ2部昇格にはならなかった。
2017年はチャレンジリーグWESTを6勝5分4敗の2位。チャレンジリーグプレーオフで全勝して優勝。なでしこリーグ2部昇格を決めた。
2018年はなでしこリーグ2部に初参戦。4勝9分5敗、勝点21を挙げて7位で残留を決めた。リーグカップ戦は、Aグループ最下位となった。
2019年は2部リーグで最下位となり、チャレンジリーグ降格が決まった。
2020年1月から静岡SSUアスレジーナへ名称を変更。
2021年、WEリーグ発足によりなでしこリーグが2部制へ改変され、なでしこリーグ2部に所属となった。
2022年1月から静岡SSUボニータへ名称が変更された。
2022年10月1日、Jリーグに所属するジュビロ磐田とパートナーシップ契約締結。
2022年10月9日、なでしこリーグ2部第18節に勝利し、初優勝を果たした。
10月20日なでしこリーグ理事会にて、2023シーズンの1部昇格が承認され正式に昇格が決まった。

## 年度別成績・歴代監督
| 年度                   | チーム名                   | リーグ         | チーム数 | 試合数 | 勝点 | 勝 | 分 | 敗 | 得 | 失 | 得失点差 | リーグ順位 | リーグ杯  | 皇后杯    | 監督                       |
| 地域リーグ             |                            |                |          |        |      |    |    |    |    |    |          |            |           |           |                            |
| 2008                   | 静岡産業大学磐田レディース | 東海           |          |        |      |    |    |    |    |    |          | 優勝       |           | 1回戦敗退 | 三浦哲治                   |
| 2009                   | 静岡産業大学磐田レディース | 東海           | 8        |        |      |    |    |    |    |    |          | 2位        | -         | 予選敗退  | 三浦哲治                   |
| 日本女子サッカーリーグ |                            |                |          |        |      |    |    |    |    |    |          |            |           |           |                            |
| 2010                   | 静岡産業大学磐田ボニータ   | チャレンジWEST | 6        | 15     | 24   | 7  | 3  | 5  | 29 | 24 | +5       | 3位        |           | 3回戦敗退 | 三浦哲治                   |
| 2011                   | 静岡産業大学磐田ボニータ   | チャレンジWEST | 6        | 15     | 18   | 6  | 0  | 9  | 32 | 24 | +8       | 4位        | (中止)    | 1回戦敗退 | 三浦哲治                   |
| 2012                   | 静岡産業大学磐田ボニータ   | チャレンジ     | 12       | 22     | 26   | 7  | 5  | 10 | 29 | 51 | -22      | 8位        |           | 1回戦敗退 | 三浦哲治                   |
| 2013                   | 静岡産業大学磐田ボニータ   | チャレンジ     | 16       | 22     | 40   | 12 | 4  | 6  | 54 | 33 | +21      | 6位        | 2回戦敗退 |           | 三浦哲治                   |
| 2014                   | 静岡産業大学磐田ボニータ   | チャレンジ     | 16       | 22     | 21   | 5  | 6  | 11 | 27 | 47 | -20      | 13位       | -         | 1回戦敗退 | 三浦哲治                   |
| 2015                   | 静岡産業大学磐田ボニータ   | チャレンジWEST | 6        | 15     | 23   | 7  | 2  | 6  | 21 | 23 | -2       | 2位        | -         | 2回戦敗退 | 村松大介                   |
| 2016                   | 静岡産業大学磐田ボニータ   | チャレンジWEST | 6        | 15     | 33   | 10 | 3  | 2  | 32 | 14 | +18      | 1位(WEST)  |           | 2回戦敗退 | 村松大介                   |
| 2016                   | 静岡産業大学磐田ボニータ   | チャレンジWEST | 4        | 3      | 4    | 1  | 1  | 1  | 3  | 4  | −1       | 3位(総合)  |           | 2回戦敗退 | 村松大介                   |
| 2017                   | 静岡産業大学磐田ボニータ   | チャレンジWEST | 6        | 15     | 23   | 6  | 5  | 4  | 21 | 17 | +4       | 2位(WEST)  | 1回戦敗退 |           | 村松大介                   |
| 2017                   | 静岡産業大学磐田ボニータ   | チャレンジWEST | 4        | 3      | 9    | 3  | 3  | 0  | 8  | 1  | +7       | 優勝(総合) | 1回戦敗退 |           | 村松大介                   |
| 2018                   | 静岡産業大学磐田ボニータ   | なでしこ2部    | 10       | 18     | 21   | 4  | 9  | 5  | 20 | 23 | -3       | 7位        | GL敗退    | 3回戦敗退 | 村松大介                   |
| 2019                   | 静岡産業大学磐田ボニータ   | なでしこ2部    | 10       | 18     | 6    | 1  | 3  | 14 | 10 | 39 | -29      | 10位       | GL敗退    | 3回戦敗退 | 村松大介                   |
| 2020                   | 静岡SSUアスレジーナ        | チャレンジEAST | 6        | 10     | 14   | 4  | 2  | 4  | 20 | 14 | +6       | 3位        | （中止）  | 2回戦敗退 | 本田美登里                 |
| 2021                   | 静岡SSUアスレジーナ        | なでしこ2部    | 8        | 14     | 30   | 9  | 3  | 2  | 30 | 14 | +16      | 3位        | -         | 3回戦敗退 | 本田美登里                 |
| 2022                   | 静岡SSUボニータ            | なでしこ2部    | 10       | 18     | 43   | 13 | 4  | 1  | 37 | 15 | +22      | 優勝       | -         | 2回戦敗退 | 小川貴史                   |
| 2023                   | 静岡SSUボニータ            | なでしこ1部    | 12       | 22     | 17   | 4  | 5  | 13 | 23 | 35 | -12      | 11位       | -         | 2回戦敗退 | 小川貴史→ 安浪貴之（暫定） |
| 2024                   | 静岡SSUボニータ            | なでしこ1部    | 12       | 22     | 32   | 9  | 5  | 8  | 48 | 34 | +14      | 7位        | -         | 4回戦敗退 | 本田美登里                 |

## 母体クラブ
高校および大学サッカーの大会、ならびにU-15・U-18の両年代別大会および予選大会には、本所属のクラブ以外に在籍する選手は出場することはできなかった。なお、静岡県女子サッカーリーグは、ジュビロレディース所属選手が磐田東高校の試合に出場することが可能となっていた。

### 静岡産業大学サッカー部 女子
1994年に設立され、当初は静岡県藤枝市所在の同大学のキャンパスを拠点に活動していた。
2008年、活動拠点を男子サッカー部と同じ磐田キャンパスに移転し、当時男子部総監督であった三浦哲治が監督に就任、なでしこリーグへ参入と目標と定めた。同年度にインカレへの出場権を獲得した。

### 磐田東高校女子サッカー部
1996年に設立。2000年に静岡県西部女子リーグで優勝して翌年度より静岡県女子リーグに参入した他、東海高等学校女子サッカー選手権大会や静岡県女子サッカー選手権大会、静岡県女子ユース (U-18) 選手権大会などの大会に出場歴がある。2009年から2012年まで全日本高等学校女子サッカー選手権大会に4年連続で出場した。

### ジュビロ磐田レディース
1986年にヤマハ発動機が設立したサッカースクールのひとつとして設立された。当初は女子中学生および高校生を対象とし、静岡県女子サッカーリーグおよび静岡県西部女子サッカーリーグ、および静岡県内の各種大会に出場歴がある他、運営母体による主催大会（ジュビロカップ女子）にもホストチームとして出場している。2006年よりU-12チームが設置された。

## ユニフォーム

### ユニフォームスポンサー
| 掲出箇所   | スポンサー名     | 表記         | 備考       |
| 胸         | 静岡産業大学     | 静岡産業大学 |            |
| 鎖骨       | エンケイ         | ENKEI        | 右側に表記 |
| 鎖骨       | ダウポンチ       | DalPonte     | 右側に表記 |
| 背中上部   | ジュビロ磐田     | Jubilo       |            |
| 背中下部   | 静岡ダイハツ販売 | 静岡ダイハツ |            |
| 袖         | クラスト         | クラスト     | 左側に表記 |
| パンツ前面 | ヤマハ発動機     | YAMAHA       | 左側に表記 |
| パンツ前面 | ダウポンチ       | DalPonte     | 右側に表記 |

### ユニフォームサプライヤー
- ダウポンチ

## 所属選手・スタッフ
2025年

### スタッフ
| 役職     | 氏名       | 生年月日 (年齢)        | 前職                        | 備考 |
| 監督     | 本田美登里 | 1964年11月16日（60歳） | ウズベキスタン女子代表 監督 | 復帰 |
| コーチ   | 波多野雅士 | 1978年10月4日（46歳）  |                             |      |
| GKコーチ | 安浪貴之   | 1985年8月29日（39歳）  |                             |      |

### 選手
| Pos | No. | 選手名       | 生年月日 (年齢)        | 前所属                              | 備考             |
| GK  | 1   | 髙橋美春     | 1991年4月15日（34歳）  | スフィーダ世田谷FC                  |                  |
| GK  | 20  | 水口茉優     | 1999年2月11日（26歳）  | 大和シルフィード                    | 新加入           |
| GK  | 21  | 寺田郁美     | 1993年9月13日（31歳）  | 静岡産業大学磐田ボニータ            |                  |
| GK  | 26  | 安間帆乃香   | 2004年6月28日（21歳）  | 磐田東高等学校                      |                  |
| GK  | 31  | 前橋莉野     | 2006年9月30日（18歳）  | 三重高校                            | 新加入           |
| GK  | 40  | 内海佑南     | 2006年9月18日（18歳）  | 星槎国際高等学校湘南                | 新加入           |
|     |     |              |                        |                                     |                  |
| DF  | 2   | 杉田めい     | 1998年11月11日（26歳） | 岡山湯郷Belle                       | 新加入           |
| DF  | 3   | 彦坂桃花     | 1999年8月31日（25歳）  | 静岡産業大学                        |                  |
| DF  | 4   | 塩澤優       | 1995年9月25日（29歳）  | 順天堂大学                          | キャプテン       |
| DF  | 5   | 大間由樹     | 1995年11月15日（29歳） | オルカ鴨川FC                        | 副キャプテン     |
| DF  | 8   | 白井未来     | 1998年6月25日（27歳）  | 大和シルフィード                    | 副キャプテン     |
| DF  | 14  | 青葉結衣     | 2002年12月5日（22歳）  | 至学館大学                          | 新加入           |
| DF  | 23  | 服部花音     | 2004年10月19日（20歳） | 磐田東高等学校                      |                  |
| DF  | 24  | 大河内友貴   | 2000年9月15日（24歳）  | VONDS市原FCレディース               | 新加入           |
| DF  | 33  | 石田小桜     | 2005年3月27日（20歳）  | 岡山作陽高等学校                    |                  |
| DF  | 37  | 北菜々子     | 2004年12月27日（20歳） | 常葉大学附属橘高等学校              |                  |
| DF  | 44  | 和田彩愛     | 2006年6月16日（19歳）  | 高知学園高等学校                    | 新加入           |
|     |     |              |                        |                                     |                  |
| MF  | 6   | 小池快       | 1994年2月18日（31歳）  | スペランツァ大阪                    | 新加入           |
| MF  | 11  | 三輪玲奈     | 2000年12月10日（24歳） | 磐田東高等学校                      |                  |
| MF  | 13  | 梅津真央     | 2004年7月17日（21歳）  | AICJ高等学校                        |                  |
| MF  | 15  | 岸野早奈     | 1996年12月22日（28歳） | 岡山湯郷Belle                       | 新加入           |
| MF  | 17  | 高島絢音     | 2000年10月20日（24歳） | ディアヴォロッソ広島                |                  |
| MF  | 18  | 井ノ瀬玲緒奈 | 2007年3月22日（18歳）  | マイナビ仙台レディースユース        | 新加入           |
| MF  | 22  | 大曽根由乃   | 2004年7月26日（21歳）  | ちふれASエルフェン埼玉              | 期限付き移籍加入 |
| MF  | 27  | 上柳歩美     | 2003年9月8日（21歳）   | 秀岳館高等学校                      |                  |
| MF  | 28  | 疋田祝華     | 2003年9月3日（21歳）   | AICJ高等学校                        |                  |
| MF  | 30  | 駒水那名     | 2004年6月11日（21歳）  | 北海道文教大学附属高等学校          |                  |
| MF  | 32  | 當房皆都     | 2004年5月8日（21歳）   | AICJ高等学校                        |                  |
| MF  | 34  | 小林ちさ     | 2006年8月31日（18歳）  | 常盤木学園高等学校                  | 新加入           |
| MF  | 38  | 市川ひまり   | 2006年1月29日（19歳）  | 高知学園高等学校                    |                  |
| MF  | 39  | 山田怜愛     | 2005年7月18日（20歳）  | 神村学園高等学校                    |                  |
| MF  | 41  | 岩嵜心       | 2005年6月14日（20歳）  | 福井工業大学附属福井高等学校        |                  |
| MF  | 42  | 曽部妃加里   | 2006年9月27日（18歳）  | 北海道文教大学附属高等学校          | 新加入           |
| MF  | 43  | 山下杏梨     | 2006年6月2日（19歳）   | 常盤木学園高等学校                  | 新加入           |
| MF  | 46  | 万力安純     | 2001年10月14日（23歳） | ディアヴォロッソ広島                | 新加入           |
|     |     |              |                        |                                     |                  |
| FW  | 7   | 中川瑚々     | 2002年6月22日（23歳）  | 大阪学芸高等学校                    |                  |
| FW  | 9   | 土屋佑津季   | 1998年6月16日（27歳）  | オルカ鴨川FC                        |                  |
| FW  | 10  | 横山久美     | 1993年8月13日（32歳）  | 岡山湯郷Belle                       | 新加入           |
| FW  | 16  | 藤田桃加     | 1999年1月26日（26歳）  | 伊賀FCくノ一三重                    | 新加入           |
| FW  | 19  | 中島咲友菜   | 2005年9月6日（19歳）   | 星槎国際高等学校湘南                |                  |
| FW  | 25  | 林知奈       | 2003年9月10日（21歳）  | 聖泉大学                            |                  |
| FW  | 29  | 山本心       | 2004年5月13日（21歳）  | 福山ローザスレディース              |                  |
| FW  | 35  | 槻木澤眞彩   | 2003年4月7日（22歳）   | 聖泉大学                            |                  |
| FW  | 36  | 大西夏奈     | 2003年6月22日（22歳）  | 岡山県作陽高等学校                  |                  |
| FW  | 45  | 山田桔梗     | 2006年9月20日（18歳）  | 開志学園JAPANサッカーカレッジ高等部 | 新加入           |

## 主なOG
- 島村公美子（ディオッサ出雲F.C.）
- 尾田緩奈（伊賀FCくノ一）
- 寺田玲子（ノジマステラ神奈川相模原）
- 長澤まどか（ノジマステラ神奈川相模原）
- 藤原加奈（ノジマステラ神奈川相模原）
- 平田光佐登（福岡J・アンクラス）
- 最上愛里（ノルディーア北海道）
- 左山桃子（サンフレッチェ広島レジーナ）
- 櫻田彩乃（スペランツァ大阪）
- 島田有季帆（スペランツァ大阪）
- 辻明日香（つくばFCレディース）
- 小野田果歩(静岡SSUFukuroiFCレディース)
- 森田和伽( Robia City Soccer club)
- 小池真理（ルクレMYFC）
- 金丸翔子（VONDS市原FCレディース）
- 齋藤久瑠美（つくばFCレディース）
- 淺井絵里香（NISHI SATOアローレレディース）
- 守屋栞奈 - 引退
- 山田優衣 - 引退
- 日野李保 - 引退
- 小島知佳子 - 引退
- 岩本有叶 - 引退
- 渡辺彩香（水俣ユニオンフットボールウイメン）

## 歴代監督
| No | 就任年          | 名前       | 生年月日(年齢)       | 現職                                              | 備考 |
| -- | --------------- | ---------- | -------------------- | ------------------------------------------------- | ---- |
| 1  | 2008年 - 2014年 | 三浦哲治   | 1959年10月15日(64歳) | 静岡スポーツユナイテッドCEO                       |      |
| 2  | 2016年 - 2019年 | 村松大介   | 1997年6月8日(46歳)   | アルビレックス新潟レディース 強化育成ダイレクター |      |
| 3  | 2020年 - 2021年 | 本田美登里 | 1964年11月16日(58歳) |                                                   |      |
| 4  | 2022年 - 2023年 | 小川貴史   | 1977年7月7日(46歳)   |                                                   |      |
| 5  | 2024年 -        | 本田美登里 | 1964年11月16日(58歳) | ジュビロ女子サッカースーパーバイザー兼務          |      |